# Tosside
Tosside är en by i civil parishes Wigglesworth och Gisburn Forest, i distrikten North Yorkshire och Ribble Valley, i grevskap North Yorkshire och Lancashire, i England. Byn är belägen 10 km från Settle. Tosside var en civil parish 1858–1938 när blev den en del av Wigglesworth och Bolton by Bowland. Civil parish hade 62 invånare år 1931.